# Giro Himledalen
Giro Himledalen er et svensk éndags cykelløb, der er blevet kørt omkring Skällinge i Varbergs kommun siden 2021. Fra starten var løbet en del af den nationale løbsserie SWE Cup. I 2025 opgraderede man løbet, og det blev nu en del af UCI Europe Tour.

## Vindere
| År   | Vinder                   | Toer                 | Treer              |
| ---- | ------------------------ | -------------------- | ------------------ |
| 2021 | Sebastian Andreasson     | Hugo Forssell        | Emil Andersson     |
| 2022 | Andre Sotberg            | Eric Pedersen        | Hugo Lennartsson   |
| 2023 | Victor Hillerström Rundh | Jimmy Carlsson       | Noah Borgen Morell |
| 2024 | Paul Greijus             | Lukas Vernersson     | Fredrik Johansson  |
| 2025 | Mads Andersen            | Otto Schultz Jølving | Morten Nørtoft     |